# (2709) Sagan
(2709) Sagan ist ein Asteroid des inneren Hauptgürtels. Er wurde am 21. März 1982 von Edward L. G. Bowell an der Anderson Mesa Station im Coconino County (Arizona), einer Außenstelle des Lowell-Observatoriums, entdeckt.
Der Asteroid wurde am 4. August 1982 nach dem amerikanischen Astronomen und Astrophysiker Carl Sagan benannt.